# Винченцо I Гонзага
Вижте пояснителната страница за други личности с името Винченцо Гонзага.
Винченцо I Гонзага (на италиански: Vincenzo I Gonzaga; * 22 септември 1562, Мантуа; † 18 февруари 1612, Мантуа) от рода Гонзага е от 1587 г. 4-ти херцог на Мантуа и 2-ри херцог на Монферат, генерал, колекционер на произведения на изкуството.
Извиква в своя двор младия Клаудио Монтеверди, който живее там 25 години до смъртта на херцога. За неговите представления той построява театър за над 1000 зрители. По време на пътуване във Фландрия открива младия Рубенс и го привлича в Мантуа.

## Произход
Той е единственият син и наследник на херцог Гулиелмо Гонзага (* 1538, † 1587) и на ерцхерцогиня Елеонора Австрийска (* 1534, † 1594). Негови дядо и баба по бащина линия са Федерико II Гонзага и Маргарита Палеологина , а по майчина – император Фердинанд I и Анна Ягелонина. Има две сестри: 
- Маргарита (* 1564, † 1618), херцогиня на Ферара като съпруга на Алфонсо II д’Есте ;
- Анна Катерина (* 1566, † 1621), ерцхерцогиня на Австрия-Тирол като съпруга на Фердинанд II

## Биография

### Ранни години
С напълно противоположен характер на баща си, който изпитва малко симпатии към него, Винченцо се отличава с разточителство, с ексцесии и с любов си към най-необуздания лукс. Запомнящи са партитата му с красиви дами и нощните му разходки в компанията на приятели, които често завършвват със сбивания. По време на един от тях, на 3 юли 1582 г., придружен от порочен и досаден придворен, мразен от баща му,  той се сблъсква с младия шотландски учен Джеймс Крайтън, известен като „Критонио“. Крайтън е високо уважаван от баща му, който го прави свой любим съветник. Винченцо от своя страна намразва Крайтън и сблъсъкът завършва с двойно убийство: Крайтън убива Ланцони, но след това е убит от Винченцо. След като помолва прошка от баща си, разгневен от убийството на съветника, Винченцо е оправдан.

### Първи брак
На 2 март 1581 г. Винченцо се жени за 13-годишната Маргерита Фарнезе, дъщеря на херцога на Парма Алесандро Фарнезе. Две години по-късно обаче бракът е анулиран, тъй като никога не е консумиран, вероятно поради физическа малформация на булката. Въпросът се усложнява: семейство Гонзага иска Маргерита да си тръгне, докато Фарнезе не харесват това, смятайки го за обида, и разпространяват слуха, че липсата на потомство се дължи на импотентността на съпруга. Накрая бракът е анулиран и Маргерита се оттегля в манастир.

### Втори брак
Избраницата за втория брак е негова братовчедка – 17-годишната Елеонора де Медичи, дъщеря на великия херцог на Тоскана. Нейната мащеха Бианка Капело, огорчена от многото години, прекарани като метреса на Великия херцог, се възползва от възможността да злепостави благородниците Гонзага, които са я пренебрегвали заради произхода ѝ на венецианска куртизанка. Бианка поисква мъжествените качества на бъдещия съпруг да бъдат демонстрирани очевидно. За да се осигури редовността на интимната проверка, е създадена комисия от лекари и дипломати. Първото изпитание за способността за обезчестяване се провежда във Флоренция, където херцогът пристига, изпълнен с дързост, но не се представя много убедително. Документите съобщават, че той получава ерекция, но тя не е нито много очевидна, нито дълготрайна, така че експертите не могат да гарантират, че той е в състояние да изпълнява задълженията си. Втората проверка се провежда във Венеция на 15 март 1584 г. „Изпитателната площадка“ е 21-годишната Джулия Албици, която Медичите обещават да компенсират с добра зестра от 3000 скуди и бързо забрвяващ съпруг. За Винченцо това е истинска генерална репетиция преди сватбата. Вечерта на „изпита“ кандидатът пристига, излъчващ увереност, подут от пикантни храни, консумиран в изобилие, защото се смятало, че са афродизиак. Вместо това подправките и напитките го предават, причинявайки му драматични чревни колики и второ лошо представяне.
Необходим е трети опит, за да се осигури престижната булка. Очевидци удостоверяват резултата от благородническия полов акт, съобщавайки за ерекцията, външния вид и размера на „херцогския жезъл“ и подкрепяйки доклада с подробности за разпита, на който е било подложено момичето.
След като доказал своето либидо, на 29 април 1584 г. Винченцо се жени за втори път за 17-годишната Елеонора де Медичи.

### Херцог на Мантуа
През 1587 г. Винченцо е коронясан за 4-ти херцог на Мантуа с церемония, на която присъстват най-висшите власти на херцогството: след това той тръгва на кавалкада по градските улици. 
През 1588 г. получава разрешение от император Рудолф II да постави хералдическите знаци на Хабсбургте на герба на Гонзага, увенчани с ерцхерцогската корона.
От 1592 г. той води дълъг спор с Франческо Гонзага, 3-ти маркиз на Кастильоне деле Стивиере, за владението на Кастел Гофредо след убийството на Родолфо Гонзага, който завършва в негова полза едва през 1602 г.: императорът установява владението на Кастел Гофредо на Винченцо в замяна на отстъпването на земите на Медоле на Франческо. 
Нетърпелив да възроди делата на предците си, той организира няколко скъпоструващи експедиции до Унгария, за да се бори с турците. В нито една от тях обаче той има възможност да демонстрира храбростта си, тъй като те никога не надхвърлят кратки схватки, а експедициите попадат в заглавията на вестниците повече заради многобройните партита и приеми, организирани навсякъде, където минава армията на Гонзага, отколкото по военни причини. 

Друго начинание, което херцогът предприема, е построяването на могъщата цитадела на Казале Монферато – дело, което би трябвало да улесни защитата на града, но което в действителност по-късно се оказва притегателен център за целите на различни съперници (преди всичко Савойската династия).
С усилията на Винченцо е освободен от манастира във Ферара поетът Торквато Тасо, където го държали сред лудите. Задържа в двора си младия Клаудио Монтеверди и кремонския архитект Джузепе Датаро, автор на ловната му резиденция в Боско Фонтана близо до Мармироло. През 1592 г. кремонският архитект Антонио Мария Виани е призован в двора, който украсява някои зали на Херцогския дворец и построява няколко дворци, както и църквите Сан Маурицио и Сант'Орсола в града.
За изпълнението на оперите херцогът построява театър, който може да побере повече от 1000 зрители. Сградата е разрушена по време на разграбването на Мантуа през юли 1630 г.
Той участва в три експедиции до Унгария срещу турците: през 1595, 1597 и 1601 г. През тази година, след дълга обсада на град Надканижа (9 септември - 18 ноември 1601 г.), с чин генерал-лейтенант, Винченцо не успява да преодолее съпротивата на турците и се оттегля.
Зимата на 1603/1604 година Мантуа посещава Галилео Галилей. Открива младия Петер Паул Рубенс по време на пътуване до Фландрия и го довежда със себе си в Мантуа. Тук Рубенс става придворен художник и получава първите си важни поръчки, както и ръководи първата си дипломатическа мисия в испанския двор. Фламандският художник Франс Пурбус Младши също е придворен портретист.
Основава Военния орден на кръвта на Исус Христос, вдъхновен от реликвата на кръвта на Исус, съхранявана в базиликата „Свети Андрей“ в Мантуа, и му дава девиза „Domine probasti me, o Nihil hoc triste recepto“ . Той също така постановява, че броят на рицарите трябва да бъде ограничен до двадесет в допълнение към Великия магистър, чиято длъжност съвпада с личността на херцога. Орденът получава одобрението на папа Павел V на 25 май 1608 г.
В началото на XVII век той иска да построи семейна лятна резиденция на езерото Гарда. Възлага на началника на херцогските строежи Антонио Мария Виани да построи дворец (Палацо Гонзага) в Тосколано Мадерно с прилежащ парк от 20 000 м², която обаче не успява да обитава.
През 1609 г. финансира авантюристична експедиция до Перу, организирана от придворния аптекар Еванджелиста Маркобруно, в търсене на митичното гусано – червей с афродизиачни свойства, който, след като бъде правилно смлян на прах, би трябвало да възстанови загубената мъжественост на херцога.  Но Винченцо умира, преди да успее да го опита.
През 1611 г. херцог Винченцо издава указ, с който се наказва всеки, който кръщава еврейски деца без съгласието на родителите им.
Умира през 1612 г. и е погребан с тържествени погребални обреди в криптата на базиликата „Сант Андреа“, до съпругата си Елеонора. В завещанието си урежда да бъде погребан седнал на мраморен трон, с меча си отстрани.

## Брак и потомство
Винченцо се жени два пъти:
∞ 1. 1581 за Маргерита Фарнезе (* 7 ноември 1567, † 13 април 1643), дъщеря на херцог Алесандро Фарнезе от Парма, от която няма деца.
∞ 2. 29 април 1584 за Елеонора де Медичи (* 1 март 1566, † 9 септември 1611), най-голямата дъщеря на велик херцог Франческо I де Медичи от Тоскана и на ерцхерцогиня Йохана Австрийска, както и сестра на Мария де Медичи, кралица на Франция, от която има четири сина и две дъщери:
- Франческо IV Гонзага (* 7 май 1586, Мантуа; † 22 декември 1612, пак там), 5-и херцог на Мантуа и 3-ти херцог на Монферат от 1612, ∞ 1608 за Маргарета Савойска (* 1589, † 1655), дъщеря на херцог Карл Емануил Савойски, от която ма 1 сн  2 дъщери
- Фердинандо Гонзага (* 26 април 1587, Мантуа; † 29 октомври 1626, пак там), кардинал 1607, 6-и херцог на Мантуа и 4-ти херцог на Монферат от 1612, ∞ 1. 1615, развод 1616, за Камила Фаа ди Бруно, от която има 1 син ∞ 2. 1617 за Катерина де Медичи (* 1593, † 1629), дъщеря на велик херцог Фердинандо I де Медичи от Тоскана, от която няма деца
- Гулиелмо Доменико Гонзага (* 4 август 1589, † 13 май 1591)
- Маргарита Гонзага (* 2 октомври 1591, Мантуа; † 7 февруари 1632, Нанси), ∞ 24 април 1606 за Хайнрих II, херцог на Лотарингия (1563 – 1624), от когото има 2 дъщери;
- Винченцо II Гонзага (* 7 януари 1594, † 25 декември 1627, пак там), кардинал 1615, 7-и херцог на Мантуа и 5-и херцог на Монферат 1626, ∞ 1616 за Изабела Гонзага, дъщеря на Алфонсо I Гонзага, маркграф на Новелара, от която няма деца. Има 4 извънбрачни сина;
- Елеонора Гонзага (* 23 септември 1598, † 27 юни 1655), ∞ 21 ноември 1621 (с представител), 2 февруари 1622 в Инсбрук за император Фердинанд II, от когото няма деца.

Винченцо има и четири извънбрачни деца:
От благородничката Аниезе Аргота, съпруга на Просперо дел Карето, има двама сина и една дъщеря:
- Франческо Гонзага (* 1588, † 1673), епископ на Нола 1657
- Силвио Гонзага (* 1592), рицар на Малтийския орден, поет в мантуанския двор, маркиз на Кавриана
- Елеонора Гонзага (* 1586, † 1668), монахиня

От благородничката Феличита Гуериери Гонзага, дъщеря на Тулио Гуериери, камерхер на Винченцо, има една дъщеря:
- Франческа Гонзага (* 1593)

- Съпруги и деца
- Маргерита Фарнезе, 1-ва съпруга
- Елеонора де Медичи, 2-ра съпруга
- Франческо IV
- Фердинандо
- Маргерита
- Винченцо II

## В културата
По похотливата история за втория брак на Винченцо I италианският режисьор Паскуале Феста Кампаниле създава филма „Una vergine per il principe“(„Девица за княз“)  през 1965 г., в който Виторио Гасман играе херцога, а Вирна Лизи – младото момиче Джулия Албици.
В мелодрамата на Джузепе Верди „Риголето“ шутът е придворен на херцога на Мантуа, като последният се приписва на Винченцо Гонзага.